# بنیک آبراهامیان
بنیک آبراهامیان ( انگلیسی: Benik Abrahamyan؛ زادهٔ ۳۱ ژوئیهٔ ۱۹۸۵) ورزشکار دو و میدانی در رشته پرتاب وزنه ارمنی‌تبار اهل گرجستان است که در بازی‌های المپیک تابستانی ۲۰۱۶ در رشته پرتاب وزنه مردان به رقابت پرداخت.

## زندگی‌نامه
وی در ۳۱ ژوئیه ۱۹۸۵ در به دنیا آمد .